# Isiala-Ngwa South
Isiala-Ngwa South è una delle diciassette aree a governo locale (local government areas) in cui è suddiviso lo stato di Abia, nella Repubblica Federale della Nigeria. Si estende su una superficie di 258 km² e conta una popolazione di 134.762 abitanti.